# Bitwa pod Szkłowem (1654)
Bitwa pod Szkłowem – starcie zbrojne mające miejsce 12 sierpnia 1654 podczas wojny polsko-rosyjskiej 1654–1667.
Armia rosyjska pod wodzą kniazia Czerkaskiego (20 000 żołnierzy) zajęła 11 sierpnia Kopyś. Stojąca pod Szkłowem dowodzona przez hetmana wielkiego litewskiego Janusza Radziwiłła armia Wielkiego Księstwa Litewskiego liczyła jedynie 3500 żołnierzy, w tym 1500 jazdy. Radziwiłł zamierzał przed nadejściem pozostałych sił rosyjskich wciągnąć do walki część armii Czerkaskiego. W tym celu w stronę Kopysi wysłał kilka chorągwi jazdy, które wciągnęły do walki główne siły Rosjan, a w tym czasie sam rzucił do natarcia na pozostałych Rosjan (którymi dowodził kniaź Jurij Boratyński) wszystkie swe siły, powodując, że ogarnięte paniką wojska rosyjskie wycofały się na lewy brzeg Dniepru.
Straty litewskie: 700, straty rosyjskie: 7000.
W czasie bitwy miało miejsce zaćmienie Słońca, widoczne pod Szkłowem jako bardzo głębokie zaćmienie częściowe (przesłonięciu uległo blisko 90% tarczy słonecznej).